# Torres d'aigua de Kuwait
Les Torres d'aigua de Kuwait són un grup prominent de 31 torres d'aigua de la ciutat de Kuwait, inaugurades el 1976.

## Disseny i construcció
El 1965, el govern de Kuwait va contractar a l'empresa d'enginyeria sueca de VBB (des de 1997 Sweco) per desenvolupar i implementar un pla per a un sistema modern de subministrament d'aigua per a la ciutat de Kuwait. La companyia va construir cinc grups d'un total de 31 torres d'aigua, obra del seu arquitecte en cap Sune Lindström, anomenades les torres bolets. Van ser construïdes per la VBB en formigó armat estàndard i de formigó pretesat. Cada torre té capacitat per 3.000 metres cúbics d'aigua. Els grups de torres es distingeixen pel número, l'altura, el color i l'ornamentació, i serveixen com a punts de referència per als seus districtes.
Pel sisè lloc, l'emir de Kuwait, el Sheikh Jabir III Al Ahmad Al Jabir Al Sabah, volia un disseny més espectacular. Aquest últim grup construït, conegut com a Torres Kuwait, està format per tres torres, dues dels quals també serveixen com a dipòsits d'aigua.
Aquestes trenta-tres torres tenen en conjunt una capacitat estàndard de 102 mil metres cúbics d'aigua. Totes aquestes estructures van ser guardonades el 1980 amb el Premi Aga Khan d'Arquitectura.